# Schloß Johnsdorf
Schloß Johnsdorf är ett slott i Österrike.   Det ligger i distriktet Südoststeiermark och förbundslandet Steiermark, i den östra delen av landet, 140 km söder om huvudstaden Wien. Schloß Johnsdorf ligger 364 meter över havet.
Terrängen runt Schloß Johnsdorf är huvudsakligen platt, men åt sydväst är den kuperad. Schloß Johnsdorf ligger uppe på en höjd. Närmaste större samhälle är Fehring, 3,5 km sydost om Schloß Johnsdorf. 
Omgivningarna runt Schloß Johnsdorf är en mosaik av jordbruksmark och naturlig växtlighet. Runt Schloß Johnsdorf är det ganska tätbefolkat, med 86 invånare per kvadratkilometer.